# Flétňák australský
Flétňák australský (Gymnorhina tibicen, syn. Cracticus tibicen) je středně velký pták připomínající vránu nebo straku.

## Taxonomie
Podřízené taxony (poddruhy) 
- Gymnorhina tibicen tibicen Latham, 1802
- G. tibicen dorsalis A. J. Campbell, 1895
- G. tibicen eylandtensis H. L. White, 1922
- G. tibicen hypoleuca Gould, 1837
- G. tibicen longirostris Milligan, 1903
- G. tibicen papuana Bangs & J. L. Peters, 1926
- G. tibicen telonocua Schodde & I. J. Mason, 1999
- G. tibicen terraereginae Mathews, 1912
- G. tibicen tyrannica Schodde & I. J. Mason, 1999

## Rozšíření
Flétňák australský je rozšířen po celé Austrálii, kde je původním druhem stejně jako v Tasmánii, Indonésii a Papui Nové Guineji. Introdukován byl na Fidži, Nový Zéland a mnoho menších tichomořských ostrovů. Byl introdukován také na Šalomounovy ostrovy, kde však vyhynul.

## Popis
Dospělí flétňáci jsou černobílí. Samec se neliší od samice. (Mladí ptáci jsou vybarveni méně kontrastně, k černé a bílé barvě se přidává šedá a hnědá.) Týl, kostřec a ramena jsou vždy bílé, zbytek těla většiny ptáků je uhlově černý (zbarvení peří záleží na poddruhu). Ptáci, kteří žijí na jihovýchodě, ve středu a na jihozápadě Austrálie a v Tasmánii, mají bílá záda.
Hlas: Ozývá se příjemným melodickým hlasem, který připomíná zvuk flétny (viz níže). Je schopen napodobit přes 35 původních a introdukovaných druhů ptáků (také psů, koní, lidí). Hlasový rozsah se uvádí až čtyři oktávy.

## Stanoviště
Vyhovuje mu mírné oceánické podnebí, suché subtropické i tropické podnebí (savana). Vyhledává otevřenou krajinu s rozptýlenou zelení – stromy a keři. Hejnka žijí také v parcích, na hřištích s porostem a na farmách.

## Biologie
Stálí ptáci (nejsou tažní), výrazně teritoriální. Hranici teritoria udržují zpravidla neměnnou. Území brání před ostatními flétňáky. Teritoriální jedinci či hejna se zřídka pohybují za hranicí teritoria, neteritoriální hejna se pohybují na nevelkou vzdálenost. (Největší zaznamenané vzdálení kroužkovaného ptáka od hnízdiště je 360 km.)
Živí se převážně bezobratlými (např. hmyzem a jeho larvami), dále obratlovci (žábami, ještěrkami, malými ptáky a savci), mršinami a odpadky; požírají také semena či ovoce. Potravu sbírají na zemi na otevřeném prostranství. Při hledání obracejí kameny, kůru, trus aj. U samců bylo pozorováno ukrývání potravy (zakryli ji opadankou, vsunuli pod kameny, dřevo, do opadanky či do trávy nebo jiných rostlin, za odstávající kůru atp.). Pokud ukrývání pozoroval jiný samec, potravu přenesl jinam nebo pozřel (vykrádání skrýší je běžné). Samci často ukrývají i nadbytečnou potravu a nevyzvednou ji. Pozorována byla také dominance jedinců či párů při sběru potravy. Někteří jedinci přijmou potravu i od člověka nebo si pro ni přijdou do otevřeného domu.
Flétňáci jsou inteligentní společenští ptáci, patrně na podobné úrovni jako papoušci, žijící ve složitém sociálním systému.

### Agresivita vůči lidem
Někteří samci flétňáka australského (okolo 12 %) jsou agresivní k lidem. Předpokládá se, že agresivní chování souvisí s teritoriálností ptáků a ochranou mláďat v období hnízdění a vyvádění. Ornitologové zjistili, že když útočného samce přemístili, začal hnízdní území bránit jiný samec. Bylo také zjištěno, že většina z útočících jedinců útočí stále znovu na stejného člověka (a je možné, že zaútočí-li na jiného, je to „chybnou identifikací“). Důvodem útoků by mohl být i raný traumatický zážitek. Agresivita samců trvá zpravidla okolo šesti týdnů.
Lidem se doporučuje především vyhýbat se hnízdištím v době hnízdění a po případném útoku chodit či jezdit jinou cestou, dokud hnízdní doba neskončí. Cyklisté a jezdci na koni by měli okamžitě zastavit a sesednout – pokud jezdec sesedne a jde, útok pomine. Na základě zjištění, že ptáci útočící na poštovní doručovatele si pamatují i čas, kdy doručovatelé přijíždějí, se doporučuje měnit dobu doručování, aby byla nepředvídatelná.

## Chov v zoo
Flétňák australský patří k raritně chovaným druhům. V Evropě byl v září 2019 chován jen ve 12 zoo včetně čtyř českých:
- Zoo Plzeň
- Zoo Praha
- Zoo Zlín
- Zoo Jihlava

### Chov v Zoo Praha
Tento druh je v Zoo Praha chován od roku 2010. Za prvoodchov v českých zoo v roce 2013 obdržela zoo ocenění Bílý slon, které hodnotí odchovy v českých a slovenských zoo (1. místo v kategorii ptáci). V průběhu roku 2018 byla odchována čtyři mláďata (dva samci a dvě samice). Takovýto vysoký počet se v historii chovu pražské zoo podařil poprvé. Ke konci roku 2018 bylo chováno pět jedinců (dva samci a tři samice). V listopadu 2019 byl dovezen jedinec ze Zoo Neunkirchen v Německu. Dvě mláďata se vylíhla v dubnu 2020.
Od 28. 9. 2019 je k vidění v expozičním celku Rákosova pavilonu v dolní části zoo, a to ve voliéře Nového Zélandu, společně například s papoušky nestor kea.